# Coppa Italia 2024/2025
Pohárový ročník Coppa Italia 2024/2025 byl 78. ročník italského poháru ve fotbale. Soutěž začala 3. srpna 2024 a skončila 14. května 2025. Zúčastnilo se jí 44 klubů ze soutěží Serie A, Serie B, Serie C.
Obhájce z minulého ročníku byl Juventus.

## Zúčastněné kluby v tomto ročníku
| Hrají od osmifinále Kluby ze Serie A | Hrají od 1. kola Kluby ze Serie A a ze Serie B | Hrají od předkola Kluby ze Serie B a ze Serie C |
| ------------------------------------ | ---------------------------------------------- | ----------------------------------------------- |
| Juventus FC                          | Turín FC                                       | Cesena FC                                       |
| FC Inter Milán                       | SSC Neapol                                     | Mantova 1911                                    |
| AC Milán                             | Janov CFC                                      | SS Juve Stabia                                  |
| Atalanta BC                          | AC Monza                                       | Carrarese Calcio 1908                           |
| Bologna FC 1909                      | Hellas Verona FC                               | Calcio Padova                                   |
| AS Řím                               | US Lecce                                       | Torres                                          |
| SS Lazio                             | Udinese Calcio                                 | US Avellino 1912                                |
| ACF Fiorentina                       | Cagliari Calcio                                | Catania FC                                      |
|                                      | Empoli FC                                      |                                                 |
|                                      | Parma Calcio 1913                              |                                                 |
|                                      | Como 1907                                      |                                                 |
|                                      | Benátky FC                                     |                                                 |
|                                      | Frosinone Calcio                               |                                                 |
|                                      | US Sassuolo Calcio                             |                                                 |
|                                      | US Salernitana 1919                            |                                                 |
|                                      | US Cremonese                                   |                                                 |
|                                      | US Catanzaro 1929                              |                                                 |
|                                      | Palermo FC                                     |                                                 |
|                                      | UC Sampdoria                                   |                                                 |
|                                      | Brescia Calcio                                 |                                                 |
|                                      | Cosenza Calcio                                 |                                                 |
|                                      | Modena FC 2018                                 |                                                 |
|                                      | AC Reggiana 1919                               |                                                 |
|                                      | FC Südtirol                                    |                                                 |
|                                      | Pisa SC                                        |                                                 |
|                                      | AS Cittadella                                  |                                                 |
|                                      | Spezia Calcio                                  |                                                 |
|                                      | SSC Bari                                       |                                                 |

## Zápasy

### předkolo
Hrálo se 3. a 4. srpna 2024.
| Domácí    | Výsledek | Hosté       |
| --------- | -------- | ----------- |
| Carrarese | 2:1      | Catania     |
| Cesena    | 3:1      | Padova      |
| Torres    | 1:2      | Mantova     |
| Avellino  | 3:1      | Juve Stabia |

### 1. kolo
Hrálo se 9.–12. srpna 2024.
| Domácí      | Výsledek          | Hosté      |
| ----------- | ----------------- | ---------- |
| Sassuolo    | 2:1               | Cittadella |
| Udinese     | 4:0               | Avellino   |
| Janov       | 1:0               | Reggiana   |
| Monza       | 0:0 (9:8 na pen.) | Südtirol   |
| Cremonese   | 1:1 (5:4 na pen.) | Bari       |
| Verona      | 1:2               | Cesena     |
| Empoli      | 4:1               | Catanzaro  |
| Neapol      | 0:0 (4:3 na pen.) | Modena     |
| Brescia     | 3:1               | Benátky    |
| Parma       | 0:1               | Palermo    |
| Sampdoria   | 1:1 (4:3 na pen.) | Como       |
| Turín       | 2:0               | Cosenza    |
| Frosinone   | 0:3               | Pisa       |
| Lecce       | 2:1               | Mantova    |
| Salernitana | 3:3 (5:4 na pen.) | Spezia     |
| Cagliari    | 3:1               | Carrarese  |

### 2. kolo
Hrálo se 24.–26. září 2024.
| Domácí   | Výsledek          | Hosté       |
| -------- | ----------------- | ----------- |
| Lecce    | 0:2               | Sassuolo    |
| Cagliari | 1:0               | Cremonese   |
| Turín    | 1:2               | Empoli      |
| Pisa     | 0:1               | Cesena      |
| Udinese  | 3:1               | Salernitana |
| Janov    | 1:1 (5:6 na pen.) | Sampdoria   |
| Monza    | 3:1               | Brescia     |
| Neapol   | 5:0               | Palermo     |

### Osmifinále
Hrálo se 2.–19. prosince 2024.
| Domácí     | Výsledek       | Hosté     |
| ---------- | -------------- | --------- |
| Juventus   | 4:0            | Cagliari  |
| Fiorentina | 2:2 (3:4 pen.) | Empoli    |
| Boloňa     | 4:0            | Monza     |
| Atalanta   | 6:1            | Cesena    |
| Milán      | 6:1            | Sassuolo  |
| Řím        | 4:1            | Sampdoria |
| Lazio      | 3:1            | Neapol    |
| Inter      | 2:0            | Udinese   |

### Čtvrtfinále
Hrálo se 4.–26. února 2025.
| Domácí   | Výsledek          | Hosté  |
| -------- | ----------------- | ------ |
| Juventus | 1:1 (2:4 na pen.) | Empoli |
| Atalanta | 0:1               | Boloňa |
| Milán    | 3:1               | Řím    |
| Inter    | 2:0               | Lazio  |

### Semifinále
Hrálo se 1.–23. dubna 2025.
| Domácí | Výsledek  | Hosté  |
| ------ | --------- | ------ |
| Empoli | 0:3 a 1:2 | Boloňa |
| Milán  | 1:1 a 3:0 | Inter  |

### Finále
| 14. 5. 2025 21:00 CEST |        |               |                                                                        |
| Milán                  | 0 : 1  | Boloňa        | Stadio Olimpico, Řím, Itálie diváci: 68 500 rozhodčí: Maurizio Mariani |
|                        | Report | 53' Dan Ndoye | Stadio Olimpico, Řím, Itálie diváci: 68 500 rozhodčí: Maurizio Mariani |

| B                | 16 | Mike Maignan        |       |     |
| O                | 23 | Fikayo Tomori       | 38'   | 62' |
| O                | 46 | Matteo Gabbia       |       |     |
| O                | 31 | Strahinja Pavlović  |       |     |
| Z                | 20 | Álex Jiménez        |       | 62' |
| Z                | 29 | Youssouf Fofana     |       | 88' |
| Z                | 14 | Tijjani Reijnders   |       |     |
| Z                | 19 | Theo Hernández      |       |     |
| Z                | 11 | Christian Pulisic   | 45+2' | 87' |
| Z                | 10 | Rafael Leão         |       |     |
| Ů                | 9  | Luka Jović          |       | 62' |
| Náhradníci:      |    |                     |       |     |
| B                | 57 | Marco Sportiello    |       |     |
| B                | 96 | Lorenzo Torriani    |       |     |
| O                | 22 | Emerson Royal       |       |     |
| O                | 24 | Alessandro Florenzi |       |     |
| O                | 28 | Malick Thiaw        |       |     |
| O                | 32 | Kyle Walker         |       | 62' |
| O                | 33 | Davide Bartesaghi   |       |     |
| Z                | 8  | Ruben Loftus-Cheek  |       |     |
| Z                | 42 | Filippo Terracciano |       |     |
| Z                | 80 | Yunus Musah         |       |     |
| Ů                | 7  | Santiago Giménez    |       | 62' |
| Ů                | 21 | Samuel Chukwueze    |       | 88' |
| Ů                | 73 | Francesco Camarda   |       |     |
| Ů                | 79 | João Félix          |       | 62' |
| Ů                | 90 | Tammy Abraham       |       | 87' |
| Trenér:          |    |                     |       |     |
| Sérgio Conceição |    |                     |       |     |

| B                 | 1  | Łukasz Skorupski        |     |     |
| O                 | 2  | Emil Holm               |     | 76' |
| O                 | 31 | Sam Beukema             |     |     |
| O                 | 26 | Jhon Lucumí             | 74' |     |
| O                 | 33 | Juan Miranda            |     |     |
| Z                 | 8  | Remo Freuler            |     |     |
| Z                 | 19 | Lewis Ferguson          | 43' |     |
| Z                 | 80 | Giovanni Fabbian        | 57' | 69' |
| Ů                 | 7  | Riccardo Orsolini       |     | 69' |
| Ů                 | 9  | Santiago Castro         |     | 80' |
| Ů                 | 11 | Dan Ndoye               |     | 80' |
| Náhradníci:       |    |                         |     |     |
| B                 | 23 | Nicola Bagnolini        |     |     |
| B                 | 34 | Federico Ravaglia       |     |     |
| O                 | 5  | Martin Erlić            |     |     |
| O                 | 14 | Davide Calabria         |     | 76' |
| O                 | 15 | Nicolò Casale           |     | 69' |
| Z                 | 22 | Charalampos Lykogiannīs |     |     |
| O                 | 29 | Lorenzo De Silvestri    |     |     |
| Z                 | 6  | Nikola Moro             |     |     |
| Z                 | 17 | Oussama El Azzouzi      |     |     |
| Z                 | 18 | Tommaso Pobega          |     | 69' |
| Z                 | 20 | Michel Aebischer        |     |     |
| Ů                 | 21 | Jens Odgaard            |     | 80' |
| Ů                 | 24 | Thijs Dallinga          |     | 80' |
| Ů                 | 28 | Nicolò Cambiaghi        |     |     |
| Ů                 | 30 | Benjamín Domínguez      |     |     |
| Trenér:           |    |                         |     |     |
| Vincenzo Italiano |    |                         |     |     |